# Potentilla pendula
Potentilla pendula är en rosväxtart som beskrevs av Tse Tsun Yu och C.L. Li. Potentilla pendula ingår i Fingerörtssläktet som ingår i familjen rosväxter. Inga underarter finns listade i Catalogue of Life.